# 비고만 해전
비고 만 해전(혹은 란데 전투)는 루크(Rooke)제독과 필립 반 알몬드(Philips van Almonde)휘하의 영국-네덜란드 함대가 데 루스레(de Rousselet) 제독과, 마누엘 데 벨라스코(Manuel de Velasco) 휘하의 프랑스-스페인 함대를 1702년 10월 23일 스페인의 갈리시아(Galicia)의 비고(Vigo) 만(灣)에서 공격, 격파한 에스파냐 왕위 계승 전쟁의 전투 중 하나다.
루크는 많은 영국-네덜란드 함대를 이끌고 스페인의 카디스(Cadiz)를 점령하라는 명령을 받고 보내졌으나 1702년 9월 29일 패하여 퇴각하여다 돌아가던 함대가 포르투갈의 라고스(Lagos)를 지날 때 루크는 쿠바의 아바나(Havana)에서 7월 24일 출항한, 이제까지 구성된 함대 중 가장 부유한 것으로 여겨지던 보물수송함대가 진로를 카디스에서 비고로 전환, 9월 23일 도착했다는 것을 알게 되었다.
카디스에서의 재앙을 회복하기로 결심한 루크는 비고로 진로를 돌렸고, 그곳에서 그는 보물수송함대가 약 30척으로 구성된 프랑스 함대에 의해 보호받고 있다는 것을 알았다. 샹투 르넬(Chateau-Renault)은 마스트의 방재를 늘어놓고, 마을에 있는 항구와 레돈델라(Redondela)의 마을 근처에 있는 생 시몽(San simon)의 요새에 대포를 설치해 항만을 요새화했다.
10월 23일, 루크는 방재를 파괴하기 위해 토르베이(Torbay)함의 토마스 홈슨(Thomas Hopsonn) 제독을 보내면서 공격을 했고, 항구를 점령하기 위해 오먼드 공작(Duke of Ormonde)의 병사들을 상륙시켰다.
10시간의 전투는 루크의 완벽한 승리로 끝났다. 항구는 함락되고 토르베이는 항구의 방제를 파괴함으로써 스페인과 프랑스 함선은 그곳에서 불타 파괴되었고, 몇척은 도망치거나 나포되었다. 프랑스와 스페인은 약 2천명이 전사했으나 영국과 네덜란드는 800명이 전사했을 뿐이다. 승리자들은 약 100만 파운드를 획득했으나 그보다 더 많은 양의, 아마 3백만 파운드로 추정되는 양의 보물이 배에 실려 있지 않고, 전투 전에 다른 곳으로 보내졌다고 한다.
영국의 1703년 기니아 화폐(Guinea)에는 VIGO라는 글자가 쓰여 있는데, 이는 이 전투를 기리기 위해서이다.